# Зоря (Бійський район)
Зоря́ (рос. Заря) — селище у складі Бійського району Алтайського краю, Росія. Адміністративний центр Зоринської сільської ради.

## Населення
Населення — 972 особи (2010; 1005 у 2002).
Національний склад (станом на 2002 рік):
- росіяни — 93 %